# Landakotskirkja

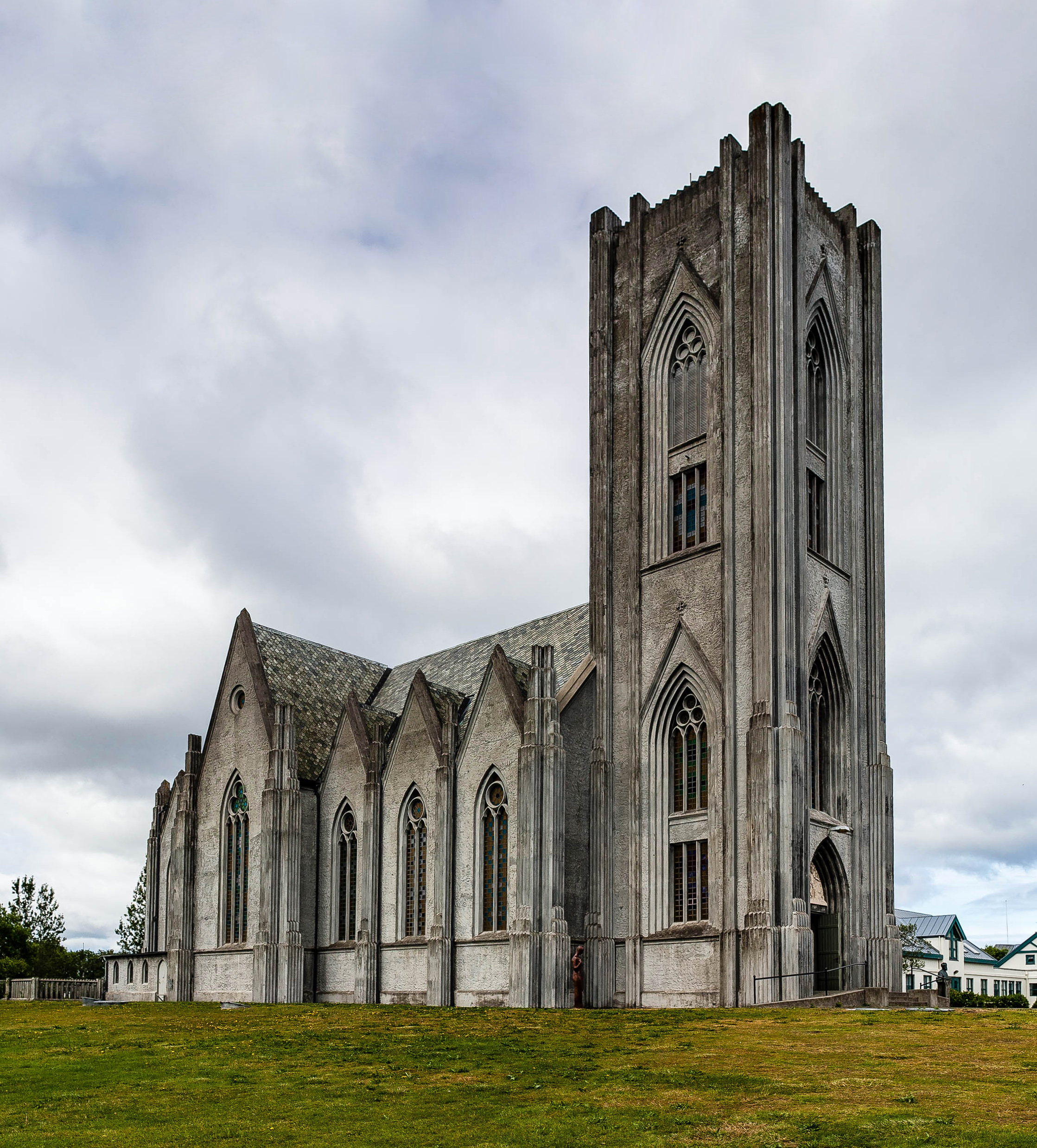
Landakotskirkja

Die Landakotskirkja, eigentlich Basilika Krists konungs (Christ-König-Basilika), ist die Kathedrale des katholischen Bistums Reykjavík, das ganz Island umfasst. Gelegentlich wird sie auch als Kristskirkja bezeichnet. Den Ehrentitel einer päpstlichen Basilica minor erhielt sie 1999. Sie liegt auf einem Hügel im Westen der Stadt Reykjavík.

## Geschichte
Die ersten katholischen Priester, die nach der Reformation Island erreichten, waren die Franzosen Bernard Bernard und Jean-Baptiste Baudoin im 19. Jahrhundert. Sie kauften das Anwesen Landakot und errichteten dort 1864 eine kleine Kapelle. Kurze Zeit später wurde in der Nähe, bei Túngata, eine kleine Holzkirche gebaut. 
Nach dem Ersten Weltkrieg und der Gründung des Apostolischen Vikariats Reykjavík wuchs der Wunsch der isländischen Katholiken nach einer größeren Kirche. Mit dem Bau wurde der Architekt Guðjón Samúelsson beauftragt, der die Landakotskirkja im neugotischen Stil errichtete. Die Kirche war damals die größte des Landes, in dem zu dieser Zeit rund 200 Katholiken lebten, die von zwei Missionsstationen betreut wurden. Sie wurde am 23. Juli 1929 geweiht und erhielt als eine der ersten Kirchen das Patrozinium Christus König, nachdem Pius XI. 1925 das Christkönigsfest eingesetzt hatte.
Auffällig ist der flach abschließende Turm ohne Helmspitze, der an englische und irische Vorbilder erinnert. Als Baustoff wurde bei der Landakotskirkja Beton verwendet, und wie bei der evangelisch-lutherischen Hallgrímskirkja wurden Basaltformationen bei der Profilierung der Pilaster als Vorbild genommen.
Heute ist die einzige katholische Schule Islands der Kirche angeschlossen und befindet sich gleich neben dieser. 

## Orgel
Die Orgel der Kirche wurde 1950 von der dänischen Frobenius Orgelbyggeri erbaut. Sie hat 30 Register auf drei Manualen und Pedal.
Disposition
| I Hovedværk (Hauptwerk) C–g3 |      |
| Principal                    | 8′   |
| Rohrfløjte                   | 8′   |
| Oktav                        | 4′   |
| Gedaktfløjte                 | 4′   |
| Quint                        | 2 ⁄3 |
| Oktav                        | 2′   |
| Mixtur VI                    |      |
| Dulcian                      | 16′  |
| Trompet                      | 8′   |

| II Svelleværk (Schwellwerk) C–g3 |     |
| Gedakt                           | 16′ |
| Træafløjte                       | 8′  |
| Gamba                            | 8′  |
| Kobbelfløjte                     | 4′  |
| Waldfløjte                       | 2′  |
| Sesquialtera II                  |     |
| Mixtur III                       |     |
| Oboe                             | 8′  |
| Schalmey                         | 4′  |
| Schweller                        |     |

| III Rygpositiv (Rückpositiv) C–g3 |       |
| Gedakt                            | 8′    |
| Quintatøn                         | 8′    |
| Principal                         | 4′    |
| Rohrfløjte                        | 4′    |
| Gemshorn                          | 2′    |
| Quint                             | 1 ⁄3′ |
| Scharf II                         |       |
| Krumhorn                          | 8'    |
| Tremulant                         |       |

| Pedal C–f1 |        |
| Subbas     | 16′    |
| Gedakt     | 16′    |
| Principal  | 4′     |
| Træafløjte | 8 ′    |
| Quint      | 5 1⁄3′ |
| Oktav      | 4′     |
| Rørfløjte  | 2′     |
| Fagot      | 16′    |
| Fagot      | 8′     |
| Schalmey   | 4′     |

- Koppeln: II/I, III/I, I/P, II/P, III/P

## Ansichten

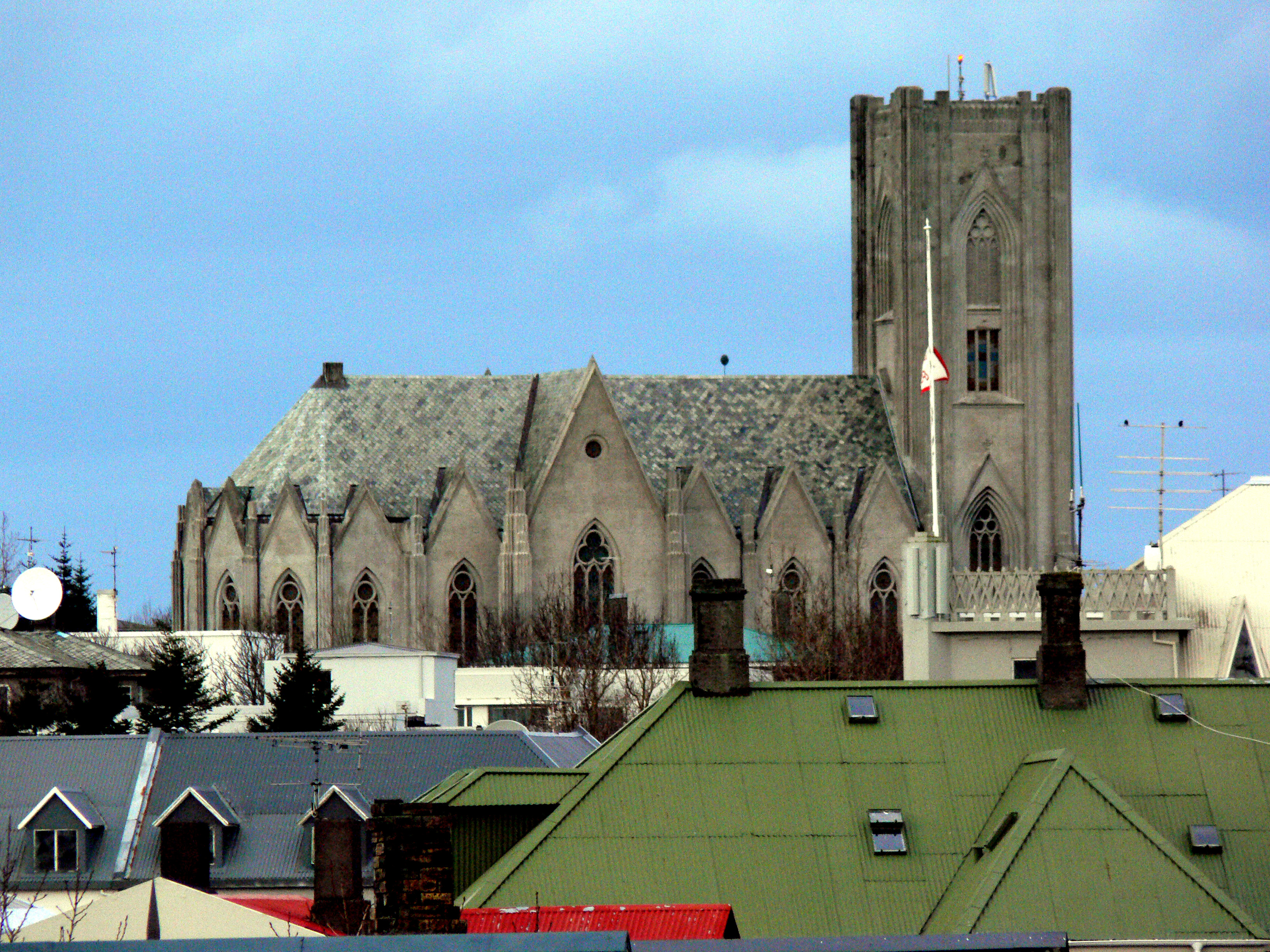
Landakotskirkja
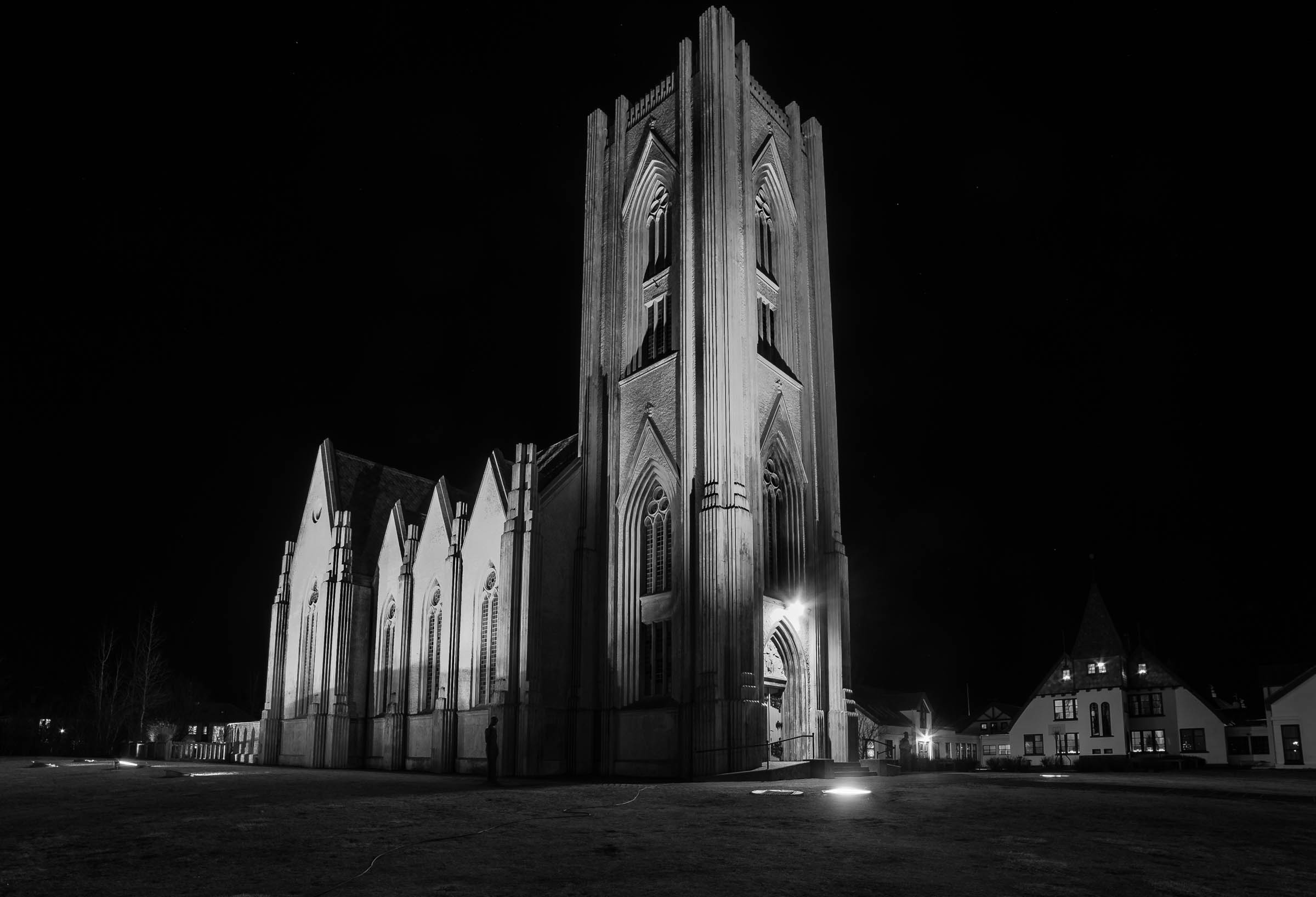
Landakotskirkja bei Nacht
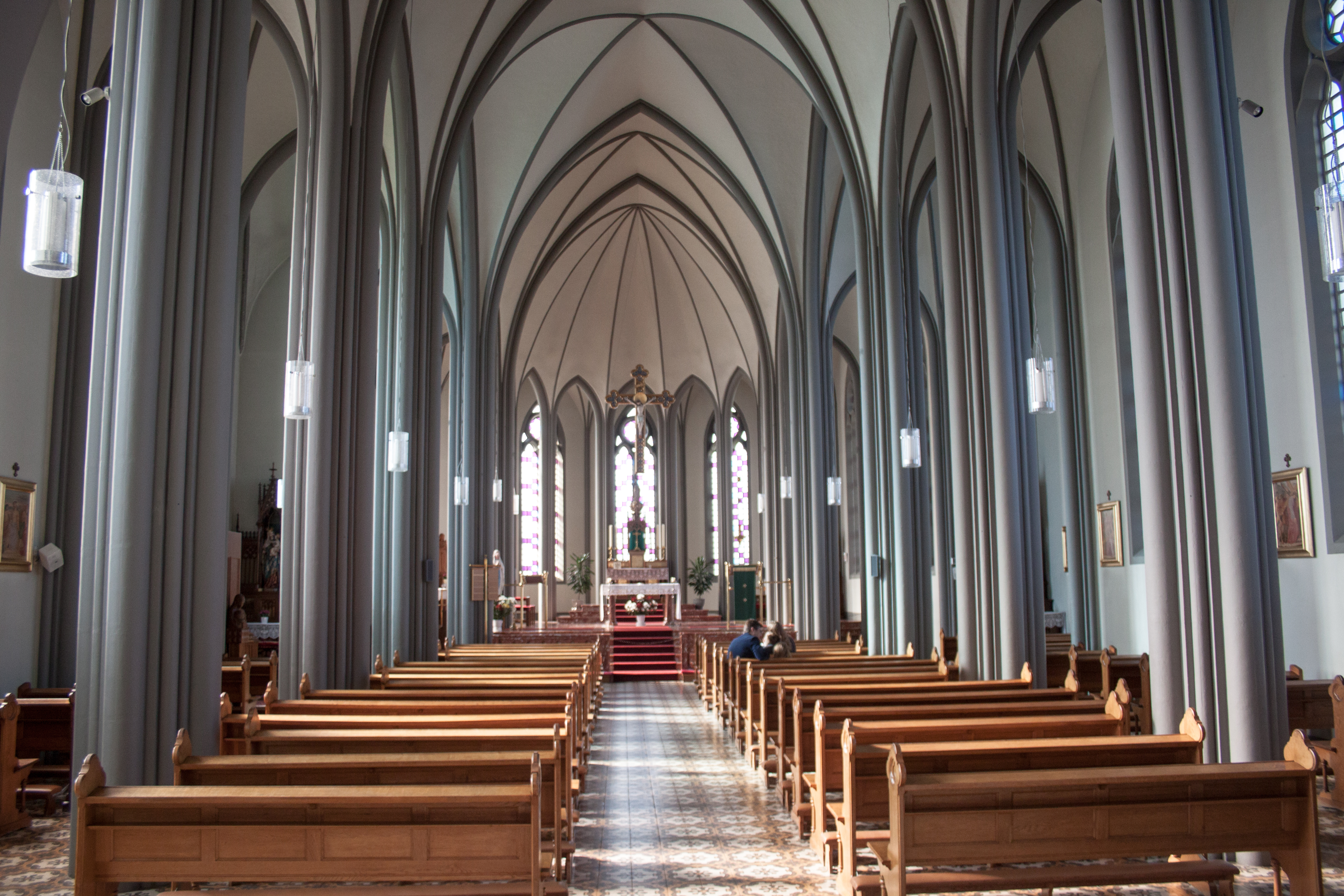
Innenansicht
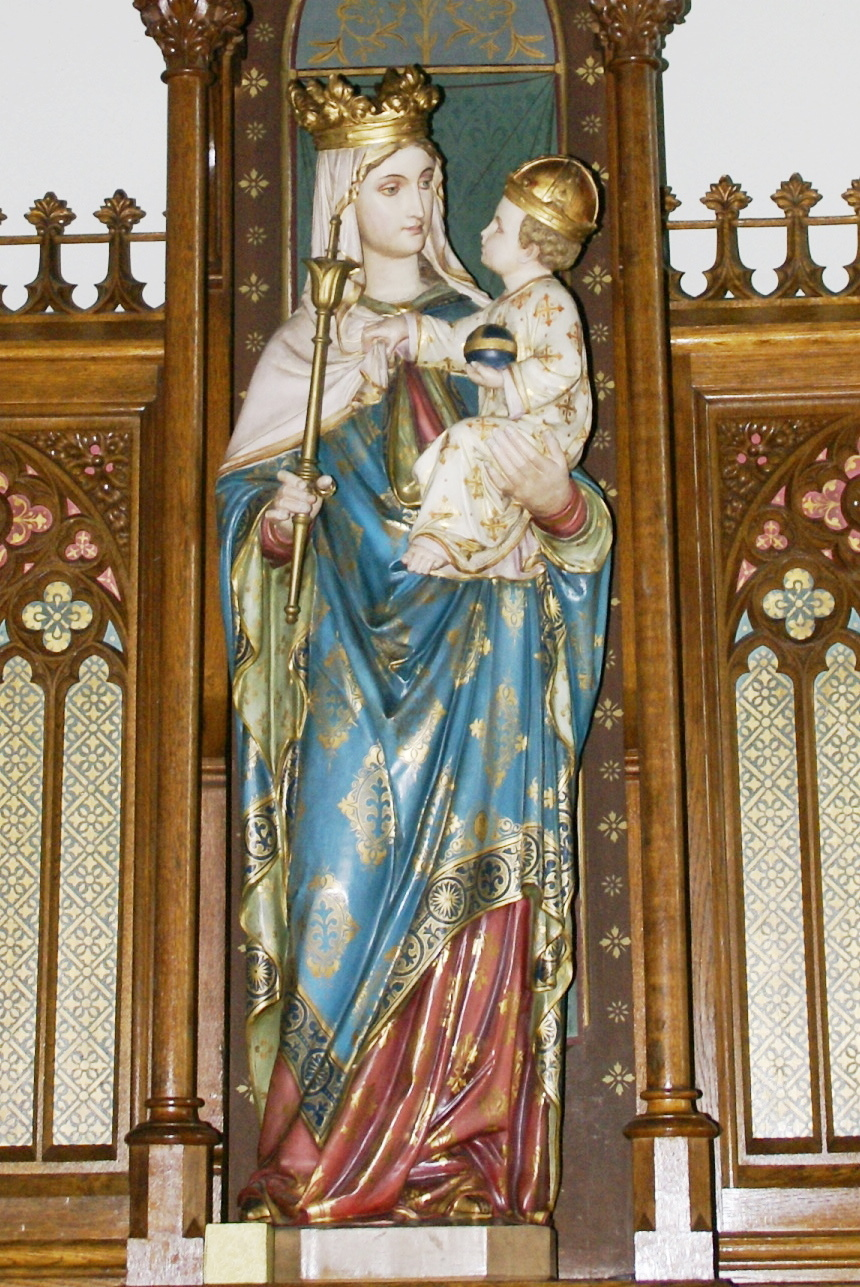
Marienstatue (Detail Seitenaltar)
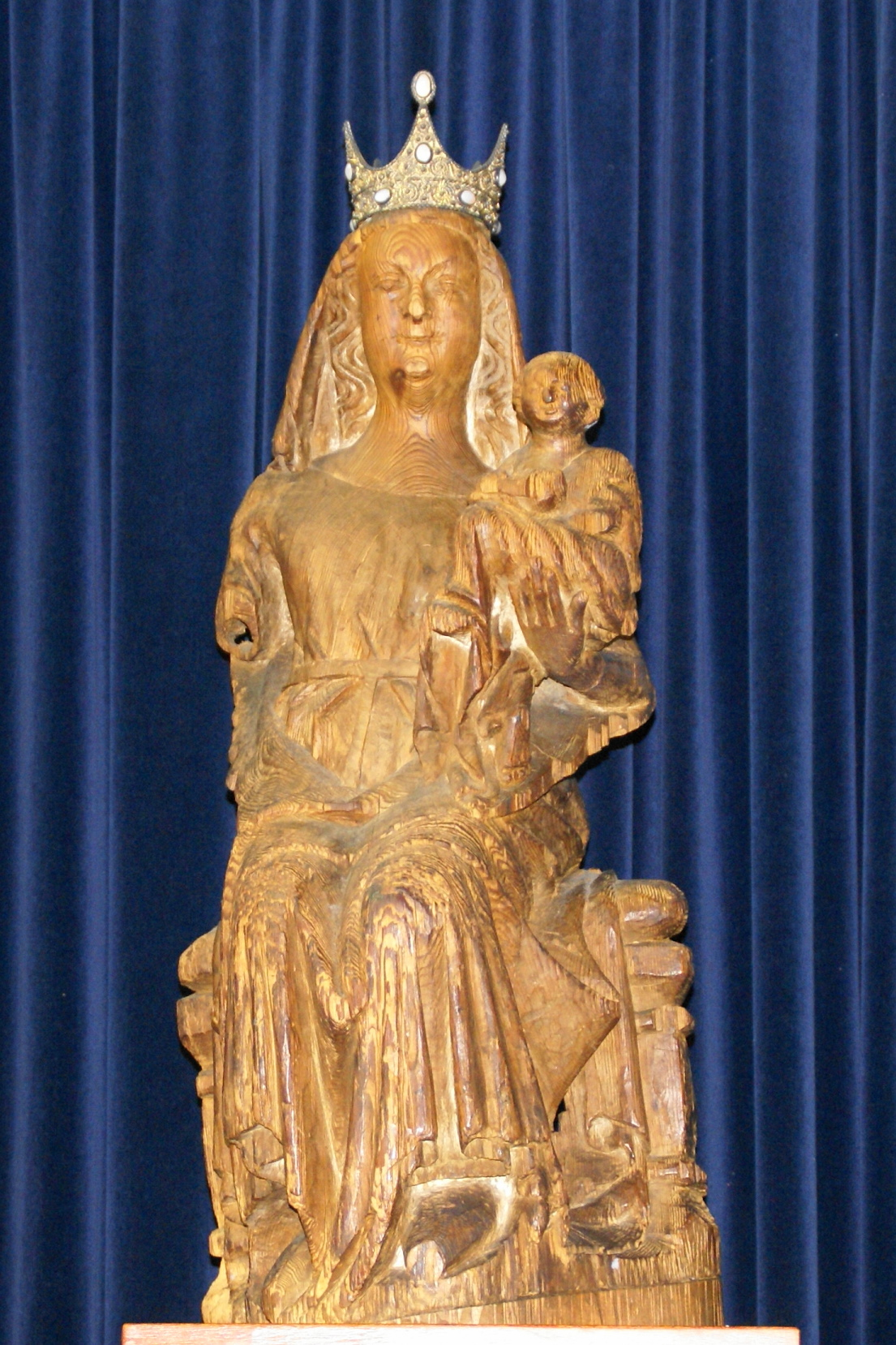
Marienstatue rechts hinten